# Ротман, Леопольд

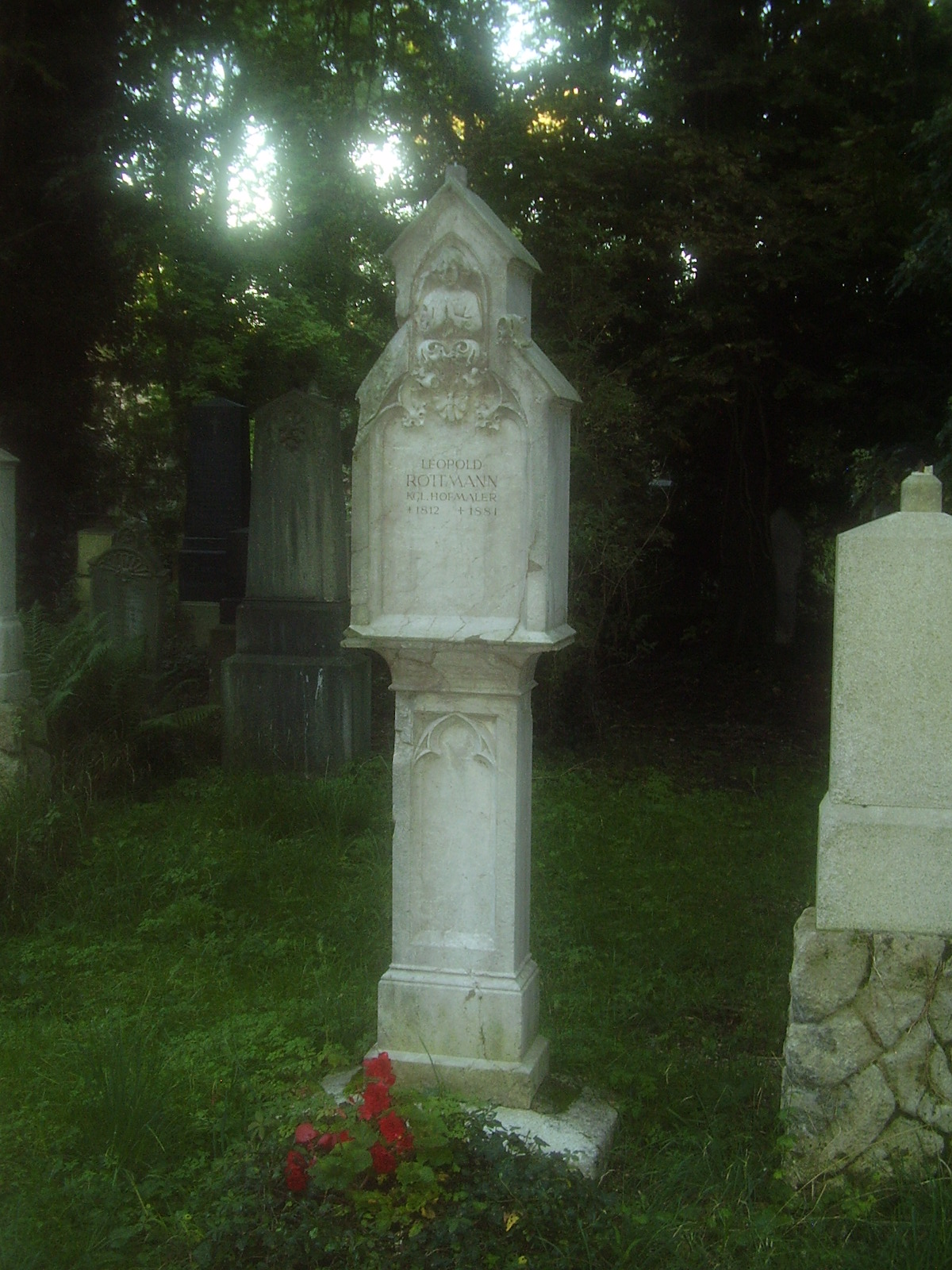
Могила художника на Старом Южном кладбище в Мюнхене

Леопольд Ротман (нем. Leopold Rottmann; 2 октября 1812, Гейдельберг — 26 марта 1881, Мюнхен) — немецкий художник-пейзажист.

## Жизнь и творчество
Леопольд Ротман был сыном художника и профессора живописи в Гейдельбергском университете Фридриха Ротмана. Первоначально он брал уроки живописи у своего отца, затем у Жака Руа и своего брата Карла Ротмана. В 1830 году некоторое время учился в мюнхенской Академии изящных искусств. С 1840 года преподавал в Академии технику литографии.
Л. Ротман был учителем рисования баварского принца Людвига, будущего короля Баварии Людвига II. Преподавал также этот предмет его двоюродной сестре, принцессе Терезе Баварской. Другим его знаменитым учеником был Юлиус Маржак, профессор пейзажной живописи в пражской Академии изобразительных искусств, впоследствии сам известный педагог. В 1861 году Людвиг, восхищённый творчеством Рихарда Вагнера, заказал Л. Ротману всё художественное оформление постановки оперы «Лоэнгрин»: костюмы, образы действующих лиц, сценические росписи и проч.
Л. Ротман писал как масляными красками, так и акварелью, которые ему особенно удавались. Был приверженцем натуралистической и героико-исторической живописи; творчески близок таким мастерам, как Йозеф Антон Кох и Фридрих Преллер.